# ريك شافي
ريك شافي (بالإنجليزية: Rick Chaffee)‏ هو متزحلق جبال الألب أمريكي، ولد في 10 يناير 1945 في مقاطعة روتلاند في الولايات المتحدة.

## وصلات خارجية
- ريك شافي على موقع الاتحاد الدولي للتزلج (التزلج على المنحدرات الثلجية) (الإنجليزية)
- ريك شافي على موقع أوليمبيديا (الإنجليزية)